# أوتو رويتر
أوتو رويْتر Otto Reuther (1890 – 1973) كان كاتبا وأستاذا جامعيا ألمانيا في الاقتصاد.
كانت رسالته للدكتوراه بعنوان تطور صناعة النسيج في أوجسبورج، وصدرت عام 1914. وعمل رويتر أستاذا جامعيا في الكلية التقنية في ميونخ.
كتب قصة ريفية تدور في منطقة أمرزيه Ammersee وهي بعنوان Der Goggolore ونشرت في عام 1935، وبعد وفاة الكاتب كانت تلك القصة ملهمة لميشائيل إنده Michael Ende. وقد حاول ورثة الكاتب الحؤول دون هذا الاستيلاء ولكن لم تكلل محاولاتهم بالنجاح في ساحة المحكمة الاتحادية. 
وقد كتب رويتر نصا أوبراليا للمؤلف الموسيقي سيزار بريسجان .